# AJS Porcupine
De AJS Porcupine is een wegracemotorfiets die tijdens de Tweede Wereldoorlog door het merk AJS werd ontwikkeld en die het allereerste 500cc wereldkampioenschap won. "Porcupine" betekent "stekelvarken" en was feitelijk een bijnaam voor de tweede versie, de AJS E90, die stekelachtige, smalle koelribben op de cilinderkoppen had.

## Voorgeschiedenis
AJS was in 1931 overgenomen door de gebroeders Harry en Charlie Collier, die eigenaar waren van het merk Matchless. Daardoor ontstond een samenwerkingsverband onder de naam "Amalgamated Motor Cycles". Halverwege de jaren dertig ging het op sportief gebied niet goed met AMC. Matchless was al jaren niet meer baanbrekend op sportief gebied, en AJS had sinds 1930 geen belangrijke resultaten meer geboekt. Daarom ontwikkelde Bert Collier in 1935 de V4 compressorracer. Die machine werd nooit het succes dat ervan verwacht werd, ook niet nadat men Matt Wright had aangetrokken om hem te verbeteren. Wright zag er nooit iets in, en wilde de machine niet eens in zijn werkplaats zien. Joe Craig was bij Norton juist teleurgesteld omdat dat merk geen viercilinder wilde ontwikkelen en in 1939 zelfs uit de racerij stapte. Hij ging eerst naar BSA en daarna naar AMC. Het "project V4" was een kolfje naar zijn hand, want de gebroeders Collier schenen ondanks het feit dat het met AJS en Matchless niet goed ging, altijd voldoende geld te hebben voor ontwikkelingen. Zelfs tijdens de Tweede Wereldoorlog, toen AMC de opdracht kreeg de verloren motorfietsen tijdens Slag om Duinkerke weer aan te vullen, ging de ontwikkeling van de racers door. Men had het zelfs zo druk dat het niet meer mogelijk was om de motorfietsen van Sunbeam nog in de fabriek in Woolwich te produceren. Maar de gebroeders Collier waren racefanaten. Charlie werd in de jaren nul beschouwd als de beste Britse motorcoureur en was de initiatiefnemer van de Isle of Man TT. Het is dan ook niet verwonderlijk dat men juist op het Eiland Man successen wilde boeken.

## Sunbeam E90S
Harry Collier hield zich voornamelijk bezig met de ontwerpen, en had al ideeën over een driecilinder 500cc-racer, maar hij overleed in 1944. Joe Craig werd dus hoofd van de race-afdeling en zou aan de slag gaan met de V4. Hij kwam echter al snel op de gedachte dat twee cilinders misschien ook wel voldoende zouden zijn. Die werden immers ook gebruikt op de succesvolle BMW RS 500. Dat zou ook kunnen helpen het enorme gewicht van de machine naar beneden te brengen. Aanvankelijk was men van plan de racer onder de naam Sunbeam in te zetten. Sunbeam was in 1937 overgenomen door AMC. Craig was zelf geen tekenaar, maar vroeg hulp aan Vic Webb en Phil Irving. Webb tekende de machine grotendeels in zijn vrije tijd, vanwege de grote drukte in de fabriek. Het was een paralleltwin met horizontale cilinders. Daardoor kregen de cilinderkoppen maximale koeling. De "S" in de naam stond voor "Supercharged", want er was nog steeds een compressor gemonteerd. Door het liggende motorblok was het zwaartepunt erg laag komen te liggen, wat het weggedrag ten goede kwam.

### Motor
De motor was een dwarsgeplaatste, vloeistofgekoelde paralleltwin met dubbele bovenliggende nokkenassen. De nokkenassen werden aangedreven door een tandwieltrein, die ook de Lucas-racemagneet aandreef. De koeling geschiedde door glycol. Door de liggende cilinders lagen de cilinderkoppen in de (koele) rijwind. De krukas draaide achterstevoren. Dat was bij de liggende eencilinders van Moto Guzzi ook zo, want daardoor kon de spatsmering de smeerolie tegen de bovenkant van de cilinderwand gooien, waardoor de zwaartekracht voor de smering van de rest van de cilinder zorgde. De AJS-motor was bijna "vierkant" (boring x slag bedroegen 68 x 68,3 mm). Britse motoren hadden over het algemeen een lange slag, maar door de grote boring konden grotere kleppen gebruikt worden en daardoor kon de druk van de compressor ten volle benut worden. De drijfstangen waren gelagerd in glijlagers, de krukas zelf in kogellagers. Er was een dry-sumpsysteem voor de smering gebruikt, met een grote hogedruk-oliepomp die door de distributietandwielen werd aangedreven en een kleine zuigperspomp die de olie terug voerde naar de 6,8 liter olietank. 

### Aandrijving
Via tandwielen werd de "verkeerde" draairichting van de krukas hersteld en doorgegeven aan de meervoudige droge platenkoppeling. Daarachter zat een Burman vierversnellingsbak en het achterwiel werd met een ketting aangedreven. 

### Rijwielgedeelte
Het frame was het zwakke punt van de AJS V4 geweest, en Craig zorgde er wel voor dat het hele rijwielgedeelte veel beter bestand was tegen het vermogen van de motor. Het was een dubbel wiegframe dat uit stevige buizen geconstrueerd was en dat erg breed was omdat de liggende cilinderkoppen er tussendoor moesten steken. Ook de wielophanging was flink verbeterd. Aan de voorkant zat de nieuwe door AMC ontwikkelde Teledraulic telescoopvork en achter was de plunjervering vervangen door een swingarm met twee veer-demperelementen die later als Jampots bekend zouden worden. In beide wielen zaten Two Leading Shoe remmen.

## AJS E90
Uiteindelijk waren het juist de Britten die er na de Tweede Wereldoorlog bij de FICM op aandrongen de compressoren te verbieden. Voor de BMW's hoefden ze niet te vrezen, want de Duitsers werden voorlopig uitgesloten van internationale wedstrijden. Maar ook de Italianen hadden al vóór de oorlog een voorsprong genomen op het gebied van de compressortechniek. Gilera met de 500cc Rondine en een 250cc viercilinder, Bianchi met een 500cc viercilinder, Benelli met een 250cc viercilinder en Moto Guzzi had al in 1938 de Compressore 250 en was in 1940 begonnen aan de 500cc Tre Cilindri met compressor. AMC was wellicht graag de confrontatie aangegaan, maar andere merken niet. Norton had zich in 1939 teruggetrokken uit de racerij, maar na de oorlog was er een nieuwe situatie ontstaan en men wilde met de Norton Manx gaan racen in de 350- en de 500cc-klasse. Bij BSA had men net aardige resultaten bereikt toen Val Page de Empire Star had doorontwikkeld tot de Gold Star. Triumph was eigendom van Ariel en stond onder leiding van Edward Turner, die met racen niet veel ophad. Nog voordat de reglementswijziging er in 1946 door kwam was Joe Craig weer terug naar Norton gegaan en Matt Wright had slechts weinig tijd om van de compressorracer een atmosferische motor te maken. Hij paste luchtkoeling toe en daardoor ontstonden de zeer kleine, smalle koelribben op de cilinderkoppen die de machine de bijnaam "Porcupine" zouden bezorgen. Hij monteerde twee Amal dwarsstroomcarburateurs die via flexibele inlaatspruitstukken de cilinders verzorgden. Daarnaast paste hij de cilinderkoppen aan en de klephoek van 100° werd teruggebracht naar 90°. Vanzelfsprekend verdween ook de "S" uit de typenaam, maar "Sunbeam" werd "AJS" omdat die naam commercieel aantrekkelijker was. Verder veranderde er niet veel, en daar was ook geen tijd voor, want in 1947 werd er voor het eerst na de oorlog weer volop internationaal geracet.

### Resultaten
Fabriekscoureur Walter Rusk had de oorlog niet overleefd en daarom werd Les Graham vergezeld door verkoopdirecteur Jock West, die voor de oorlog nog met succes voor BMW geracet had. Ze werden in 1947 ingeschreven voor de Senior TT, maar ondervonden al tijdens de trainingen de nodige problemen. Het was dan ook de eerste keer dat ze de motorfietsen konden proberen. De weerstand van de smeerolie in de glijlagers maakte het starten moeilijk en ze ondervonden een gebrek aan vliegwieleffect waardoor de motoren gemakkelijk afsloegen, zelfs bij het uitaccelereren van langzame bochten. Bij de constructie van de motor was het vliegwieleffect van de compressor meegerekend, maar nu die niet gemonteerd was hadden de beide krukwangen niet voldoende inertie om de motor draaiende te houden. Men realiseerde zich toen nog niet dat ook het vervormen van de as van de ontstekingsmagneet aan dit fenomeen te wijten was. Dat deed zich herhaaldelijk voor, zelfs nog in 1949, toen Les Graham 2 minuten voor de finish van de Senior TT daardoor stilviel en de overwinning aan zijn neus voorbij zag gaan. Graham werd uiteindelijk tiende, 12 minuten achter Harold Daniell (Norton). De Senior van 1947 begon ook moeilijk voor Jock West, die door een slippende koppeling 1 uur en 24 minuten nodig had voor de eerste ronde. De vierde reed hij in 26 minuten en 59 seconden, slechts 3 seconden langzamer dan de snelste ronde van de race. Hij werd uiteindelijk veertiende. Graham reed niet zo snel, maar wel gelijkmatiger en werd negende. En dat terwijl hij van Governor's Bridge naar de pitstraat had moeten duwen omdat de ketting van het achtertandwiel was gesprongen. Tijdens de Ulster Grand Prix werd Jock West derde en Ted Frend werd vijfde. Bij de Isle of Man TT van 1948 startten West, Graham en Frend goed, maar ze kregen alle drie problemen. Na de eerste ronde lag Graham tweede en West vijfde, maar Frend viel in de tweede ronde uit, Graham in de derde en West in de zesde met een gebroken gaskabel. De AJS-eer werd in die wedstrijd gered door de 350cc eencilinder AJS 7R van Geoff Murdoch, die vierde werd. Bij de Ulster Grand Prix was het resultaat gelijk aan dat van 1947: West derde en Frend vijfde. Les Graham was intussen uitgegroeid tot een topcoureur en hoewel hij in 1949 uitviel bij de Grand Prix van België (die door Bill Doran met een AJS gewonnen werd), en aan de leiding van de Senior TT liggend van Hillberry Corner naar de finish moest lopen om uiteindelijk tiende te worden, werd hij toch de allereerste wereldkampioen in de 500cc-klasse. Dat kwam ook door de bijzondere puntentelling in dat jaar: Alleen de beste drie resultaten telden en de snelste ronde leverde een extra punt op. Les Graham had twee overwinningen en een tweede plaats en zowel in Bremgarten als in Ulster de snelste ronde gereden. Nello Pagani (Gilera) had twee eerste en een derde plaats, en in Assen en Ulster de snelste ronde gereden. Als alle wedstrijdpunten meegeteld waren had Pagani ruim gewonnen.
Intussen werd de E90 steeds verbeterd. Door wet-sump smering toe te passen was de moeilijke oliedoorstroming bij koude motor verholpen en er werden twee volledig ronde vliegwielen gemonteerd, waardoor de motor beter bleef draaien. In 1950 werd Les Graham derde in het wereldkampioenschap, achter Umberto Masetti (Gilera) en Geoff Duke (Norton). Vooral Norton had een grote stap gezet door de toepassing van het Featherbed frame. Opmerkelijk was dat juist de Britse merken AJS, Norton en Velocette in 1950 vaak door bandenpech geplaagd werden. In 1951 was Les Graham vertrokken, en Bill Doran werd uiteindelijk vierde in het kampioenschap en was daarmee de beste AJS-coureur. Reg Armstrong werd zesde. De betrouwbaarheid was intussen de achilleshiel van de machine geworden. Wereldkampioen Geoff Duke viel met zijn Norton in zeven wedstrijden slechts 1 keer uit, Doran in twee van de zes wedstrijden en Armstrong in drie van de vijf.

## AJS E95
In 1952 zocht het management van AMC het niet langer in de verbeteringen van de E90. Harry J. Hatch kreeg opdracht een nieuwe motor te ontwikkelen. Hatch kantelde de cilinders 45 graden omhoog, waardoor de uitlaatpoorten wat meer rijwindkoeling kregen. Bovendien sloten de dwarsstroomcarburateurs nu beter aan bij de inlaatpoorten waardoor het hele inlaattraject werd verbeterd. Vaak werd gereden met een vrij extreem lage zadeltank, waardoor het zwaartepunt werd verlaagd. De extreem lage tank en het goed gevulde, hoge zadel zorgden wel voor een oncomfortabele rijpositie, omdat de coureur zijn bovenlichaam nergens op kon laten rusten. De resultaten waren echter niet beter dan die van de E90. 

### Resultaten
De Nieuw-Zeelander Rod Coleman werd in 1952 vierde in het wereldkampioenschap. Bill Doran startte alleen in de Grand Prix van Zwitserland, waar hij tweede werd. Jack Brett wist wél de Grand Prix van Zwitserland te winnen. In 1953 werd Rod Coleman tiende in het kampioenschap, maar een aantal wedstrijden reed hij toen al met een Norton Manx. Bill Doran startte alleen op Man, in de TT van Assen en in de Grand Prix van België en werd in het wereldkampioenschap slechts dertiende. Gilera was oppermachtig en bezette de eerste drie plaatsen in het kampioenschap. Ook in 1954 waren de resultaten teleurstellend. Coleman startte in zes wedstrijden, viel daarvan drie keer uit en werd twaalfde in het kampioenschap. Hij had wel de pech dat de Ulster Grand Prix, waarin hij tweede werd, geen punten opleverde omdat de race door de regen was ingekort. Toch deed hij nog beter dan Bob McIntyre, die slechts zestiende werd. In 1954 gooide AJS de handdoek in de ring, maar nog in 1964, toen de race-afdeling werd opgeheven, kocht Tom Arter een van de machines voor de Canadese coureur Mike Duff. Die reed er in 1964 en 1965 enkele wedstrijden mee, maar omdat er waarschijnlijk nooit meer dan zes motorblokken waren gemaakt, kon hij niet aan onderdelen komen. Bovendien kon de tien jaar oude machine helemaal niet meer meekomen en Duff liet de Porcupine verder staan. Duff was tamelijk succesvol met de AJS 7R in de 350cc-klasse en met Yamaha in de 250cc. Tom Arter had de Porcupine wél voorzien van een Matchless G50 Roadholder voorvork en Girling achterdempers.
AMC besloot uit de Matchless G9 een tweecilinder racer te ontwikkelen, de Matchless G45, die als clubmanracer ter beschikking werd gesteld aan privérijders. De 350cc AJS 7R eencilinder, die bijzonder snel was en zelfs in 500cc-races mee kon komen, werd vergroot tot 500cc en als Matchless G50 in races ingezet. Maar heel sterk inzetten op de 500cc-klasse hoefde AMC niet, want in 1953 was ook Norton overgenomen en dat merk kon met de Norton Manx nog steeds het gevecht in de 500cc-klasse aangaan.

## Technische gegevens
|                      | Sunbeam E90S                          | AJS E90                                             | AJS E95                          |
| -------------------- | ------------------------------------- | --------------------------------------------------- | -------------------------------- |
| Periode              | ca. 1944-1946                         | 1947-1951                                           | 1952-1954                        |
| Categorie            | prototype                             | fabrieksracer                                       | fabrieksracer                    |
| Motortype            | kopklepmotor met compressor           | kopklepmotor                                        | kopklepmotor                     |
| Bouwwijze            | dwarsgeplaatste liggende paralleltwin | dwarsgeplaatste liggende paralleltwin               | dwarsgeplaatste 45° paralleltwin |
| boring               | 68 mm                                 | 68 mm                                               | 68 mm                            |
| slag                 | 68,3 mm                               | 68,3 mm                                             | 68,5 mm                          |
| Cilinderinhoud       | 496,1 cc                              | 496,1 cc                                            | 497,5 cc                         |
| Koeling              | glycol                                | lucht                                               | lucht                            |
| Compressieverhouding | onbekend                              | onbekend                                            | 9:1                              |
| Compressordruk       | onbekend                              | nvt                                                 | nvt                              |
| Max. Vermogen        | 65 pk (48 kW)                         | 37 pk (27 kW)* in 1949: 50 pk (37 kW) bij 7.800 tpm | 54 pk (40 kW) bij 7.800 tpm      |
| Topsnelheid          | onbekend                              | 190 km/h                                            | 229 km/h (Isle of Man TT 1954)   |
| Aandrijving          | ketting                               | ketting                                             | ketting                          |
| Rijwielgedeelte      | dubbel wiegframe, buisframe           | dubbel wiegframe, buisframe                         | dubbel wiegframe, buisframe      |
| Tankinhoud           | onbekend                              | onbekend                                            | 27 liter                         |
| Drooggewicht         | onbekend                              | 140 kg                                              | 152 kg 1954: 169 kg              |
| Voorganger           | AJS V4                                | Sunbeam E90S                                        | AJS E90                          |
| Opvolger             | AJS E90                               | AJS E95                                             | Matchless G50                    |

- In 1947 werd nog 70 octaan "oorlogsbenzine" gebruikt.